# Дрежник Град
Дрежник Град је насељено мјесто у општини Раковица, на Кордуну, у Карловачкој жупанији, Република Хрватска.

## Географија
Дрежник Град се налази око 6 км јужно од Раковице.

## Историја
У близини села налази се добро очувана тврђава Дрежник из 13. века.
Дрежник је почетком 20. века парохијска филијала села Садиловац. Православци из места иду у цркву у Садиловцу, при којој служи три године парох поп Никола Радошевић, родом из Грачаца, рођен 1859. године. У Дрежнику је комунална основна школа и за ђаке из Ириновца и Смољанца. Ту се 1905. године налази пошта.
Дрежник Град се од распада Југославије до августа 1995. године налазиле у Републици Српској Крајини. До територијалне реорганизације у Хрватској насеље се налазило у саставу бивше велике општине Слуњ.

## Становништво
Према попису становништва из 2011. године, насеље Дрежник Град је имало 354 становника.
| Демографија | Демографија | Демографија |
| Година      | Становника  | Становника  |
| ----------- | ----------- | ----------- |
| 1971.       | 618         |             |
| 1981.       | 725         |             |
| 1991.       | 830         |             |
| 2001.       | 397         |             |
| 2011.       |             | 354         |

- напомене:

2001. године смањено издвајањем насеља Ириновац. У 1981. и 1991. садржи податке за насеље Ириновац.

## Попис 1991.
На попису становништва 1991. године, насељено место Дрежник Град је имало 830 становника, следећег националног састава:
| Попис 1991.‍  | Попис 1991.‍  | Попис 1991.‍ | Попис 1991.‍ | Попис 1991.‍ |
| ------------ | ------------ | ----------- | ----------- | ----------- |
|              |              |             |             |             |
| Хрвати       | Хрвати       |             | 686         | 82,65%      |
| Срби         | Срби         |             | 120         | 14,45%      |
| Југословени  | Југословени  |             | 8           | 0,96%       |
| Муслимани    | Муслимани    |             | 1           | 0,12%       |
| Руси         | Руси         |             | 1           | 0,12%       |
| Словенци     | Словенци     |             | 1           | 0,12%       |
| Црногорци    | Црногорци    |             | 1           | 0,12%       |
| неопредељени | неопредељени |             | 4           | 0,48%       |
| непознато    | непознато    |             | 8           | 0,96%       |
| укупно: 830  |              |             |             |             |